# Frankrikes herrlandslag i handboll

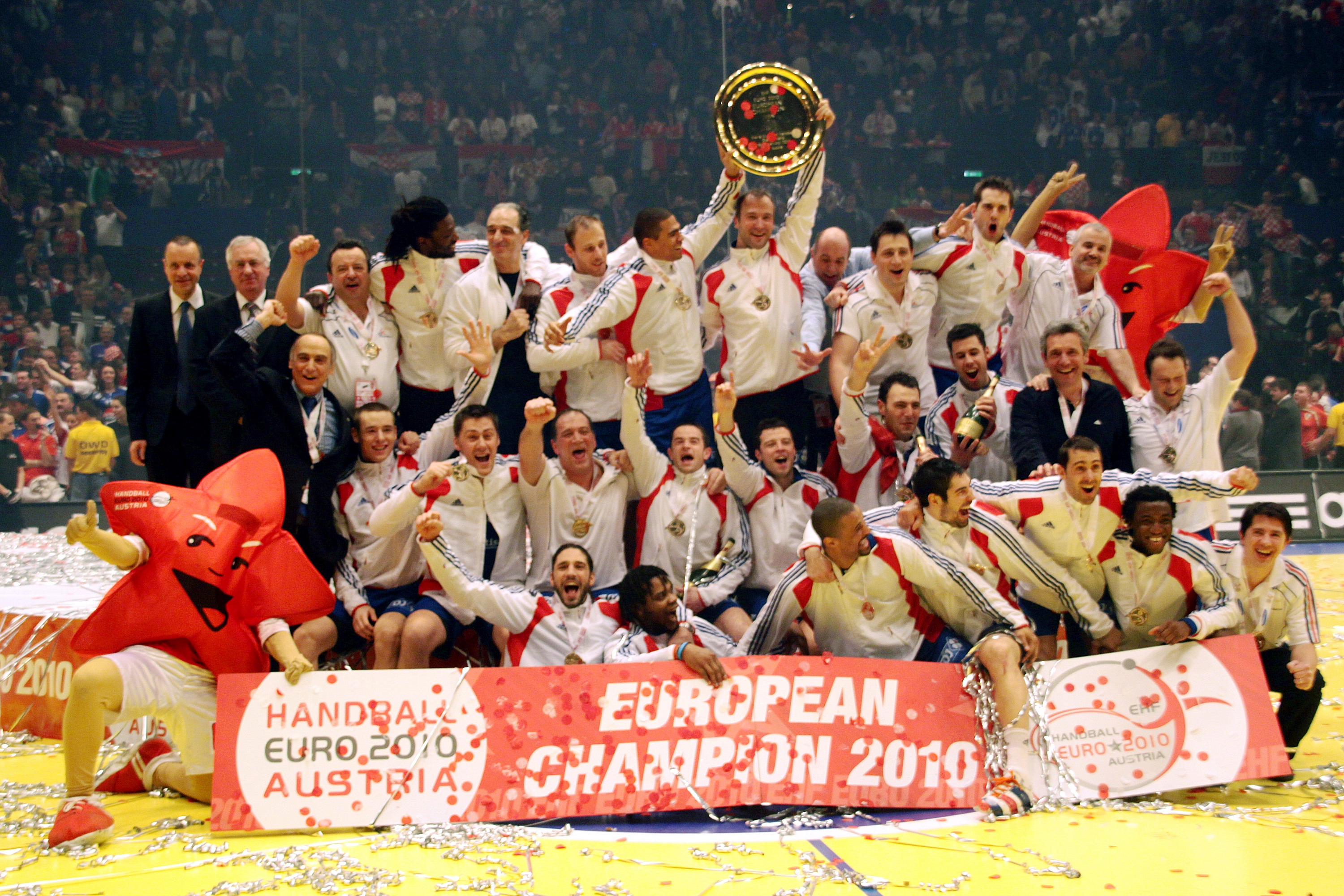
Truppen vid EM-guldet 2010.

Frankrikes herrlandslag i handboll (franska: Équipe de France masculine de handball) representerar Frankrike i handboll på herrsidan. Laget tillhör världseliten sedan mitten av 1990-talet. Frankrike, som länge förde en blygsam handbollstillvaro, vann VM-silver 1993 och VM-guld 1995 under ledning av Daniel Costantini, som studerade svensk handbolls framgångsrecept på 1990-talet. Mästerskapsresultaten, framför allt sedan 2006, är de främsta genom tiderna i denna lagidrott på herrsidan.

## Historia
Handbollen kom till Frankrike under 1930-talet och franska handbollsförbundet bildades 1941 i Metz. Utvecklingen tog fart och Frankrike var med i VM första gången 1954, där man dock kom sist. Frankrike var med många gånger i VM men nådde bottenplaceringar. Inte heller på hemmaplan 1970 hade man framgångar.
I VM 1978 i Danmark kom man sist och under 1980-talet var man utanför A-VM. 1985 tog Daniel Costantini över ett landslag i kris, som han mycket snart skulle förbättra. Frankrike utökade sitt upptagningsområde. Det gjordes möjligt genom en stor omorganisation av det franska sportministeriet. I korthet gick omorganisationen ut på större regionalt styre.
1990 var man tillbaka i VM, och då med nya stjärnan Jackson Richardson, som Costantini upptäckt på ön La Réunion utanför Afrikas östkust 1985. Det blev en niondeplats i VM, som spelades i Tjeckoslovakien, men snart skulle det komma mer. Daniel Costantini studerade svensk handbolls framgångsrecept som lyckats så bra. 1992 i OS spelade Frankrike strålande, men kunde inte rubba Sverige i semifinalen. Det blev brons som valör. Framgångarna gjorde att laget kallades les Bronzés (les Bronzés var en film som var väldigt populär) och de kommande åren växte handbollen i Frankrike.

### 1995: Världsmästare för första gången
VM 1993 i Sverige nådde les Bronzés ända till VM-final, deras första någonsin. Finalen vann Ryssland klart med 28-19.
Ett mindre lyckat EM året därpå men i VM 1995 på Island vann man guld. I finalen vann laget mot Kroatien med 23-19 och det var första gången någonsin som Frankrike vann ett VM-guld i en lagsport. Den självklara stjärnan var Jackson Richardson som samma år blev utsedd till världens bäste handbollsspelare. Laget kallades les Barjots (på svenska ungefär "de tokiga").
I OS 1996 blev man fyra, och i VM 1997 i Japan blev man trea samt medaljlöst i VM 1999 i Egypten.

### 2001: Världsmästare
VM 2001 arrangerades av Frankrike och de hade stor fördel till guldet. Gruppspelet togs enkelt, även åttondelen mot Portugal. I nästa omgång mot Tyskland vann man efter förlängning. I semifinalen besegrades Egypten och man var i final mot Sverige. På presskonferensen före finalmatchen meddelade Daniel Costantini att han efter VM skulle avgå från sin post.
Finalen i Palais Omnisports de Paris-Bercy i Paris kom att bli dramatisk. Frankrike fick en drömstart med 4-0. Efter sju minuter gjorde Sverige första målet. Frankrike hade därefter övertaget i den första halvleken med 11-10. När den andra började så satte Sverige in ett segertryck. 13-12 av Wislander och Sverige ledde för första gången i matchen. Sverige ökade på till 17-14. En snabb fransk replik till 17-17 och därefter följdes lagen åt ända till slutsignalen. Lövgren gjorde 22-21 med 17 sekunder kvar, men Frankrike hann med en snabb kontring och kvittering med sekunder kvar genom Grégory Anquetil. I förlängningen bars fransmännen fram av publiken, till 25-25 och svenskarna tröttnade allt mer och Frankrike gick till seger 28-25. Jackson Richardson var återigen ledaren och även symbolen för det nya laget med många spelare med fransk kolonibakgrund (till exempel Patrick Cazal, Joël Abati och Olivier Girault). Laget kallades den här gången för les Costauds (betyder stark, eller den tuffa). Claude Onesta tillträdde samma år som ny förbundskapten.
I VM 2003 i Portugal vann man brons men i OS året därefter lyckades man inte alls. I VM 2005 i Tunisien blev man trea efter att ha snuvat hemmanationen på medalj. Det var även Jackson Richardsons avsked till landslaget efter 15 år, han hade varit med från les Bronzés till les Costauds.

### 2006: Europamästare
2006 tog Frankrike EM-guld för första gången, som de aldrig tagit medalj i sedan starten 1994. De gick obesegrade turneringen igenom. Finalen vann man med 31-23 mot Spanien. I finalen utmärkte sig målvakten Thierry Omeyer genom att inte släppa in en boll på närmare 15-16 minuter. Nikola Karabatić och Joël Abati var starkt bidragande till guldet (den förstnämnde gjorde 11 mål i finalen). Efter succén föddes ytterligare ett namn, les Euros.

### 2008: Olympiska mästare
Vid OS 2008 i Kina vann Frankrike OS-guld, efter finalseger mot Island. Efter segern valde spelarna att kalla laget för det nuvarande namnet "experterna", les Experts (efter den franska titeln på den amerikanska tv-serien CSI: Crime Scene Investigation).

### 2009: Världsmästare
Kroatien besegrades med 24-19 i finalen av VM 2009 i Kroatien.

### 2010: Europamästare

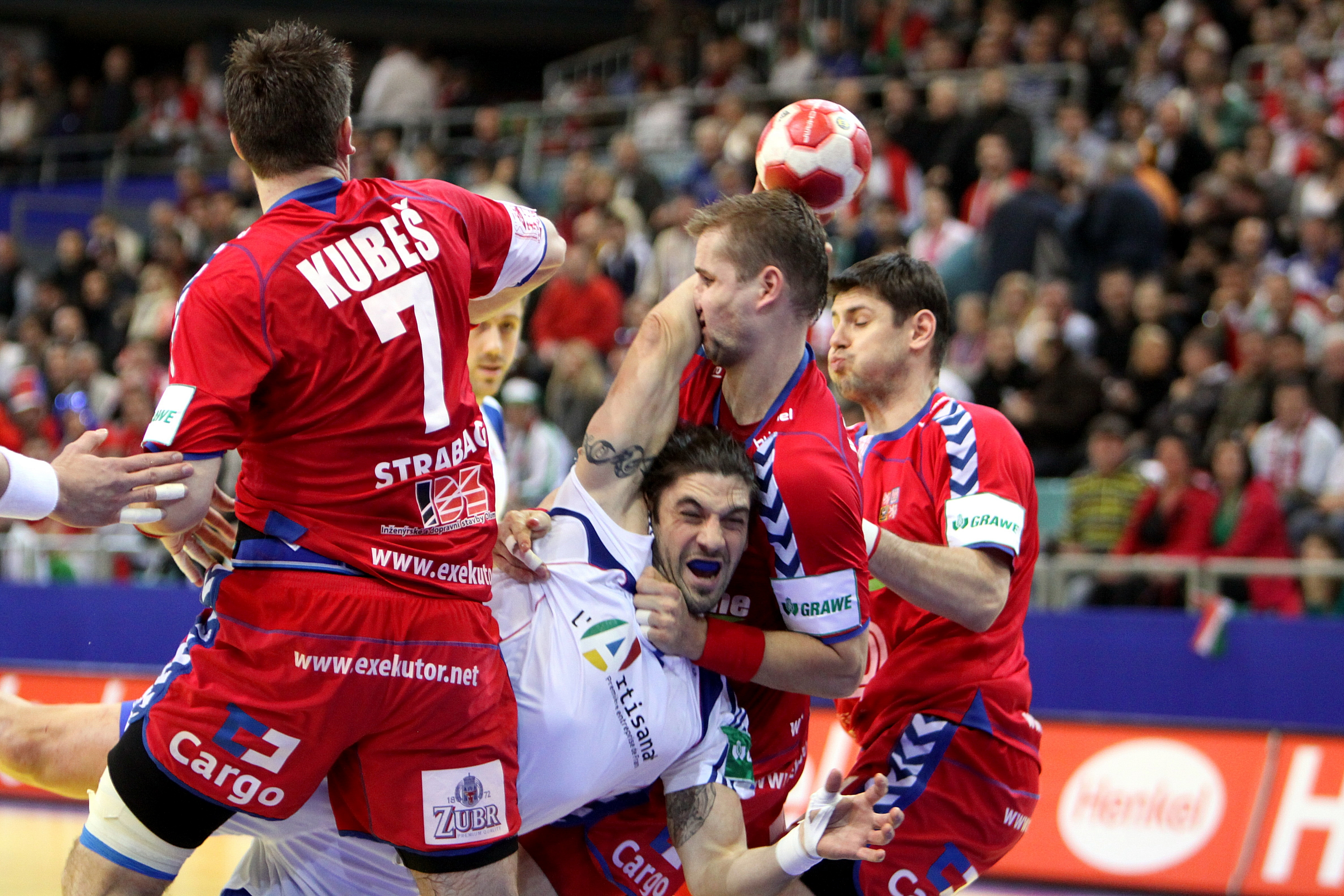
Fransmannen Bertrand Gille blockeras av tre tjeckiska spelare under en match mellan länderna i EM 2010.

Kroatien besegrades med 25-21 i finalen av EM 2010 i Österrike.

### 2011: Världsmästare
Danmark besegrades med 37-35 i finalen av VM 2011 i Sverige.

### 2012: Olympiska mästare
Sverige besegrades med 22-21 i finalen vid OS 2012 i London.

### 2014: Europamästare
Danmark besegrades med 41-32 i finalen av Europamästerskapet i Danmark.

### 2015: Världsmästare
Qatar besegrades med 25-22 i finalen av VM 2015 i Qatar.

### 2017: Världsmästare
Norge besegrades med 33-26 i finalen av VM 2017 i Frankrike.

### 2020: Olympiska mästare
Danmark besegrades med 25-23 i finalen av OS 2020 i Tokyo.

### VM 2025
Turneringen spelades i Danmark, Norge och Kroatien. Frankrike lyckades vinna brons genom att besegra Portugal med 35–34 i matchen om tredje pris.

## Meriter
| - 1938 i Nazityskland: Ej kvalificerade - 1954 i Sverige: 6:a - 1958 i Östtyskland: 9:a - 1961 i Västtyskland: 8:a - 1964 i Tjeckoslovakien: 13:e - 1967 i Sverige: 10:a - 1970 i Frankrike: 12:a - 1974 i Östtyskland: Ej kvalificerade - 1978 i Danmark: 16:e - 1982 i Västtyskland: Ej kvalificerade - 1986 i Schweiz: Ej kvalificerade - 1990 i Tjeckoslovakien: 9:a - 1993 i Sverige: Silver - 1995 i Island: Guld - 1997 i Japan: Brons - 1999 i Egypten: 6:a - 2001 i Frankrike: Guld - 2003 i Portugal: Brons - 2005 i Tunisien: Brons - 2007 i Tyskland: 4:a - 2009 i Kroatien: Guld - 2011 i Sverige: Guld - 2013 i Spanien: 6:a - 2015 i Qatar: Guld - 2017 i Frankrike: Guld - 2019 i Danmark och Tyskland: Brons - 2021 i Egypten: 4:a - 2023 i Polen och Sverige: Silver - 2025 i Kroatien, Danmark och Norge: Brons | - 1994 i Portugal: 6:a - 1996 i Spanien: 7:a - 1998 i Italien: 7:a - 2000 i Kroatien: 4:a - 2002 i Sverige: 6:a - 2004 i Slovenien: 6:a - 2006 i Schweiz: Guld - 2008 i Norge: Brons - 2010 i Österrike: Guld - 2012 i Serbien: 11:a - 2014 i Danmark: Guld - 2016 i Polen: 5:a - 2018 i Kroatien: Brons - 2020 i Österrike/Norge/Sverige: 14:e - 2022 i Ungern och Slovakien: 4:e - 2024 i Tyskland: Guld | - 1936 i Berlin: Ej kvalificerade - 1972 i München: Ej kvalificerade - 1976 i Montréal: Ej kvalificerade - 1980 i Moskva: Ej kvalificerade - 1984 i Los Angeles: Ej kvalificerade - 1988 i Seoul: Ej kvalificerade - 1992 i Barcelona: Brons - 1996 i Atlanta: 4:a - 2000 i Sydney: 6:a - 2004 i Aten: 5:a - 2008 i Peking: Guld - 2012 i London: Guld - 2016 i Rio de Janeiro: Silver - 2020 i Tokyo: Guld - 2024 i Paris: Kvalificerade som värdnation |

## Profiler i urval
- Luc Abalo
- Joël Abati
- Patrick Cazal
- Daniel Costantini (förbundskapten)
- Didier Dinart
- Jérôme Fernandez
- Philippe Gardent
- Bertrand Gille
- Guillaume Gille
- Michaël Guigou
- Nikola Karabatić
- Pascal Mahé
- Daniel Narcisse
- Thierry Omeyer
- Claude Onesta (förbundskapten)
- Alain Portes
- Jackson Richardson
- Cédric Sorhaindo
- Stéphane Stoecklin
- Frédéric Volle